# Alcyonidium (Paralcyonidium) vermiculare
Alcyonidium (Paralcyonidium) vermiculare is een mosdiertjessoort uit de familie van de Alcyonidiidae. De wetenschappelijke naam van de soort is voor het eerst geldig gepubliceerd in 1925 door Okada.